# 大君田村
大君田村（おおきみだむら）は、かつて新潟県南魚沼郡にあった村。

## 沿革
- 1889年（明治22年）4月1日 - 町村制施行に伴い南魚沼郡大窪村、大沢村、君沢村、南田中村が合併し、大君田村が発足。
- 1906年（明治39年）4月1日 - 南魚沼郡上関村、大沼村と合併し、石打村となり消滅。